# Sheldon Brown

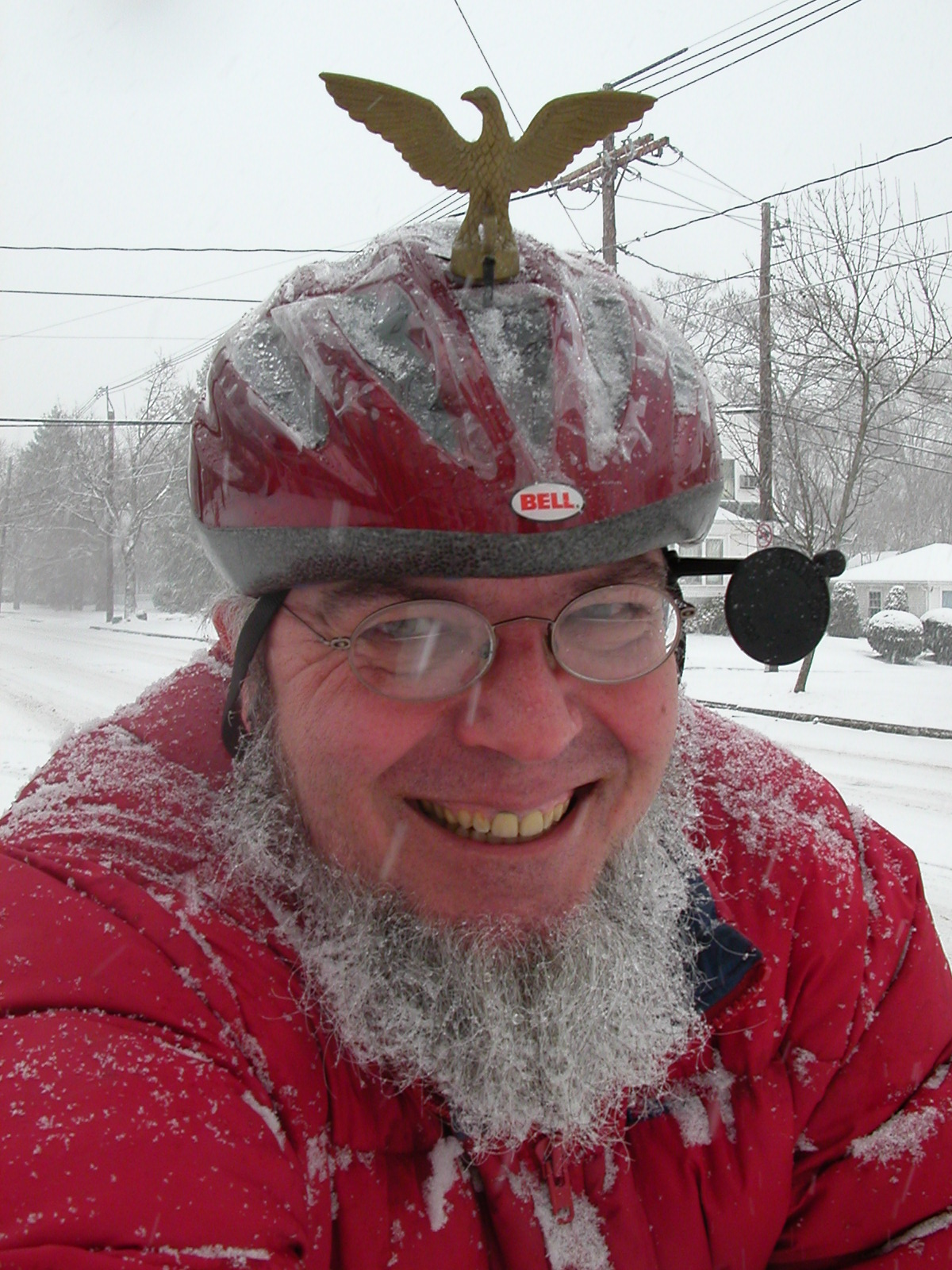
Sheldon Brown

Sheldon Brown (Boston, 14 juli 1944 - Massachusetts, 3 februari 2008) was een Amerikaanse fietstechnicus en publicist. 
Brown was een begaafd fietsmecanicien. Vanuit zijn grote kennis van fietstechnische onderwerpen publiceerde hij onder meer uitgebreid op zijn website en gaandeweg bereikte hij een miljoenenpubliek. In 2007 werd bij de excentrieke Brown multipele sclerose geconstateerd, een jaar later overleed Sheldon Brown aan een hartaanval. 